# Manualiter
Manualiter (v. Manual) es un término en alemán para referirse a una forma de ejecutar al órgano una obra musical o sección de ella. Indica que esa obra o parte se ha de ejecutar sin utilizar el pedalero. Así, por ejemplo, es el término que aparece en una partitura para órgano que está trascrita de una obra que originalmente era para piano o clave, instrumentos que no tienen teclado para los pies.
Tocar el órgano en modo manualiter supone que el organista toca con la mano derecha la parte para soprano y con la mano izquierda la parte para el bajo. Para las partes de alto y de tenor se ejecutaran según se requiera en cada obra con la mano derecha o con la izquierda.
Lo opuesto a tocar manualiter es hacerlo en pedaliter: en este caso el organista solo usa los pies para interpretar todas las voces con el pedalero del órgano, que de forma normal suele usarse para interpretar la línea del bajo, mientras que las voces restantes se interpretaban con el teclado manual.